# 锡赞
锡赞（法語：Sizun，法語發音：[sizœ̃]）是法国菲尼斯泰尔省的一个市镇，属于莫尔莱区。

## 地理
锡赞（48°24'18"N, 4°4'39"W）面积58.14 平方千米，位于法国布列塔尼大區菲尼斯泰尔省，该省份为法国最西部的省份，位于布列塔尼半岛西部，北西南三面环大西洋，东临阿摩尔滨海省和莫尔比昂省。
与锡赞接壤的市镇（或旧市镇、城区）包括：博特默尔、科马纳、昂韦克、洛克梅拉尔、洛佩雷克、普卢迪里、圣埃卢瓦、圣里沃阿尔、圣索沃尔、勒特雷乌。

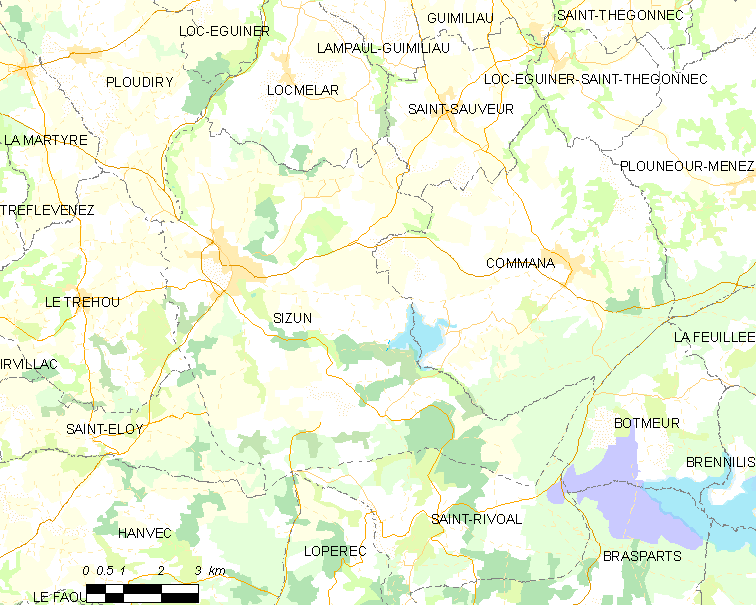
锡赞的OSM定位图

锡赞的时区为UTC+01:00、UTC+02:00（夏令时）。

## 行政
锡赞的邮政编码为29450，INSEE市镇编码为29277。

## 政治
锡赞所属的省级选区为朗迪维肖县。

## 人口

1962-2008年间锡赞人口变化图示

锡赞于2022年1月1日时的人口数量为2334人。